# تريون (فيزياء)
التريون هو إثارة موضعيَّةٌ تتكون من ثلاث جسيمات مشحونة. يتكون تريون السالب من إلكترون وثغرة إلكترونية ويتكون التريون المُوجَب من ثغرتين إلكترونيتين وإلكترون واحد. يعتبر التريون شبه جسيم ويشبه إلى حد ما الأكسيتون، وهو مركب من إلكترون واحد وثغرة إلكترونية واحدة. يحتوي التريون على حالة منفردة أرضية ( تدور S = 1/2) وحالة ثلاثية مُضطَرِبَة ( S = 3/2). هنا لا تنشأ الانفطارات المنفردة والثلاثية من النظام بأكمله ولكن من الجسيمين المتطابقين فيه. قيمة الدوران نصف الصحيحة تميز التريونات عن الأكسيتونات في العديد من الظواهر. على سبيل المثال، وتُقسم حالات طاقة التريونات، ولكن ليس الإكسيتونات، في مجال مغناطيسي مطبق. تُوقع دول تريون نظريًا في عام 1958؛ لوحظت تجريبيًا في عام 1993 في آبار الكم CdTe / Cd 1 x Zn x Te، ولاحقًا في العديد من هياكل أشباه الموصلات الأخرى المثارة بصريًا. هناك أدلة تجريبية على وجودها في الأنابيب النانوية، مدعومة بدراسات نظرية. على الرغم من التقارير العديدة عن ملاحظات تريون التجريبية في مختلف الهياكل غير المتجانسة لأشباه الموصلات، إلا أن هناك مخاوف جدية بشأن الطبيعة الفيزيائية الدقيقة للمجمعات المكتشفة. جسيم تريون الحقيقي المتوقع أصلاً له دالة موجية غير محددة (على الأقل في مقاييس العديد من أنصاف أقطار بوهر) بينما تكشف الدراسات الحديثة عن ارتباط كبير من الشوائب المشحونة في آبار الكم الحقيقية لأشباه الموصلات.
وقد لوحظت تريونات في أشباه الموصلات ثنائية الأبعاد ثنائية الأبعاد (2D) الرقيقة ذريًا. في المواد ثنائية الأبعاد، تُعدل شكل التفاعل بين حاملات الشحنة عن طريق الفرز غير المحلي الذي توفره الذرات في الطبقة. يكون التفاعل لوغاريتميًا تقريبًا في المدى القصير وشكل كولوم 1 / r في المدى البعيد. استُخدمت طريقة مونت كارلو للانتشار للحصول على نتائج دقيقة عدديًا لطاقات الربط للتريونات في أشباه الموصلات ثنائية الأبعاد ضمن التقريب الكتلي الفعال.